# Rhopalurus
Genre
Rhopalurus est un genre de scorpions de la famille des Buthidae.

## Distribution
Les espèces de ce genre se rencontrent au Brésil, au Guyana, au Venezuela et en Colombie.

## Liste des espèces
Selon The Scorpion Files (23/02/2021) :
- Rhopalurus caribensis Teruel & Roncallo, 2008
- Rhopalurus laticauda Thorell, 1876
- Rhopalurus ochoai Esposito, Yamaguti, Souza, Pinto da Rocha & Prendini, 2017

## Systématique et taxinomie
Ce genre a été démembré par Esposito, Yamaguti, Souza, Pinto da Rocha et Prendini en 2017.

## Publication originale
- Thorell, 1876 : « On the classification of Scorpions. » Annals and Magazine of Natural History, sér. 4, vol. 4, p. 1-15 (texte intégral).